# Мансебо, Франсиско
Франси́ско Мансе́бо Пе́рес (исп. Francisco Mancebo Pérez; род. 9 марта 1976, Мадрид) — испанский профессиональный шоссейный велогонщик. Наиболее известен своими выступлениями в испанской команде «Illes Balears-Banesto», в составе которой дважды занимал третье место в генеральной классификации Вуэльты Испании. В 2000 году выиграл белую майку лучшего молодого гонщика на Тур де Франс.

## Карьера
Свои первые шаги в велоспорте Франсиско сделал в Fundación Provincial Deportiva, велосипедной школе, одним из руководителей которой является Виктор Састре, отец Карлоса Састре (чемпиона Тур де Франс 2008). В 1998 году подписал свой первый профессиональный контракт с испанской командой «Banesto».
В первом сезоне на гонке Париж — Ницца, открывающей европейский сезон, Мансебо занял второе место на 6 этапе, финишировав в одно время с Андреем Чмилем. В том же году Пако выиграл Трофей Наварры. В 1999 году дебютировал на Тур де Франс и занял 28 место в генеральной классификации. Первый крупный успех пришёл к Мансебо в 2000 году, когда он занял третье место в итоговой классификации на Париж — Ницца. Также испанец финишировал двадцатым на Джиро, а в июле Франсиско завоевал девятое место в генеральной классификации Тур де Франс, одновременно показав лучший результат среди гонщиков до 25 лет, и получил белую майку лучшего молодого гонщика. На следующий год Пако финишировал на Большой Петле тринадцатым.
В 2002 году испанец выиграл Вуэльту Бургоса и занял седьмое место на Тур Де Франс. В 2003 году выиграл Вуэльту Кастилии и Леона, занял десятое место на французской супермногодневке и дебютировал на Вуэльте Испании, где показал пятый результат.
В июне 2004 стал чемпионом Испании в групповой гонке. После чего завершил Тур де Франс на шестом месте. На Туре Германии победил на 6 этапе, а на Вуэльте Испании впервые попал на подиум Гранд-Тура: Мансебо занял третье место, проиграв соотечественникам Роберто Эрасу и Сантьяго Пересу.
В 2005 году Пако удачно выступил на первом горном этапе Тур де Франс, финишировав в одной группе с Ленсом Армстронгом, товарищем по команде Алехандро Вальверде и Микаэлем Расмуссеном. В целом испанец провёл ровную гонку, заняв четвёртое место в генеральной классификации, после дисквалификации Яна Ульриха испанец переместился на третью строчку итогового протокола. На Вуэльте выиграл 10 этап до Ордино-Аркалис, опередив Роберто Эраса и Дениса Меньшова в финишном створе, и стал четвёртым в итоговом протоколе, однако после дисквалификации Роберто Эроса получил третье место.
В сезоне 2006 года переходит во французскую команду «Ag2r Prévoyance», где показал неплохие результаты в начале сезона, заняв 7-е место на Вуэльте Каталонии и 5-е место на Дофине Либере. Однако за день до старта Тур де Франс, 30 июня, разгорелся крупный допинговый скандал, известный как «Операция Пуэрто». Среди кодовых имен фигурировали два, предположительно принадлежащих Франсиско — «Пако» (его прозвище) и «Гоку» (кличка его собаки). Команда «Ag2r Prévoyance» сняла испанца со старта гонки. После этого карьера Мансебо в командах высшего дивизиона была закончена.
В 2007 году он вернулся в гонки с командой «Relax-GAM», однако с той поры каждый год менял команды. Самой крупной его победой после допингового скандала стал этап Тура Калифорнии в 2009 году, выступая за американскую команду «Rock Racing».
Сезон 2014 года испанец начал в команде «Skydive Dubai», представляющей ОАЭ.

## Выступления на Гранд Турах
| Гонка        | 1999 | 2000 | 2001 | 2002 | 2003 | 2004 | 2005 |
| ------------ | ---- | ---- | ---- | ---- | ---- | ---- | ---- |
| Джиро        | -    | 20   | -    | -    | -    | -    | -    |
| Тур де Франс | 28   | 9    | 13   | 7    | 10   | 6    | 3    |
| Вуэльта      | -    | -    | -    | -    | 5    | 3    | 3    |

## Личная жизнь
Франсиско Мансебо женат. Его супругу зовут Луиза. В их семье растет дочка Паула.